# 推銷員之戀
《推銷員之戀》（阿拉伯語：نحبك هادي）是一部2016年的阿拉伯語電影，由突尼西亞導演穆罕默德·班阿提亞執導，本片獲選為第66屆柏林影展正式競賽片，獲得最佳首部電影獎，以及男主角馬吉·瑪蘇拉獲得最佳男演員銀熊獎。

## 劇情
25歲汽車銷售員海地，母親總是替他做出最適當的選擇，甚至連未婚妻也是母親安排的；就在婚禮的前一星期，海地在出差的飯店遇到了熱情奔放的女舞者，兩人陷入熱戀，從沒為自己活過的海地不知道該何去何從。

## 外部連結
- 開眼電影網上《推銷員之戀》的資料（繁體中文）
- 豆瓣电影上《赫迪》的資料 （简体中文）
- 时光网上《赫迪》的資料（简体中文）
- 互联网电影数据库（IMDb）上《推銷員之戀》的资料（英文）